# هوبير حداد
هوبير حداد (بالفرنسية: Hubert Haddad)‏ هو ناشر وشاعر فرنسي، ولد في 10 مارس 1947 في تونس في تونس.